# Ampelisca calypsonis
Ampelisca calypsonis är en kräftdjursart. Ampelisca calypsonis ingår i släktet Ampelisca och familjen Ampeliscidae. Inga underarter finns listade i Catalogue of Life.